# People Come, People Go
Singles de David Guetta
Love Don't Let Me Go
(2002) Give Me Something
(2003)
Singles par Chris Willis
Love Don't Let Me Go
(2002) Stay
(2004)
People Come, People Go est une chanson du DJ français David Guetta. Sortie en CD Single en novembre 2002, la chanson est composée  par Peter Kitsch.

## Classements par pays
| Pays              | Meilleure position |
| ----------------- | ------------------ |
| France            | 42                 |
| Suisse            | 54                 |
| Belgique Flandre  | 7                  |
| Belgique Wallonie | 7                  |
| France Club 40    | 21                 |

## Formats et listes des pistes
12" Maxi Virgin	2002
- 1. 	People Come, People Go (Dancefloor Killa Mix) 7:36
- 2. 	People Come, People Go (Mekaniko Mix) 6:08
- 3. 	People Come, People Go (Extended) 6:00

CD-Maxi Virgin  (EMI) 	2002
- 1. 	People Come, People Go (Dancefloor Killa Mix)	7:36
- 2. 	People Come, People Go (Mekaniko Mix)		6:08
- 3. 	People Come, People Go (Extended)		6:00
- 4. 	People Come, People Go (Radio Edit)		3:20